# Pristimantis thectopternus
Pristimantis thectopternus är en groddjursart som först beskrevs av Lynch 1975.  Pristimantis thectopternus ingår i släktet Pristimantis och familjen Strabomantidae. IUCN kategoriserar arten globalt som livskraftig. Inga underarter finns listade i Catalogue of Life.